# V-League 2012-2013 (maschile)
La V-League 2012-2013, 9ª edizione della massima serie del campionato sudcoreano di pallavolo maschile, si è svolta dal 3 novembre 2012 al 28 marzo 2013: al torneo hanno partecipato 6 squadre di club sudcoreane e la vittoria finale è andata per la settima volta, la sesta consecutiva, ai Samsung Bluefangs.

## Regolamento

### Formula
Le squadre hanno disputato un girone all'italiana, composta da sei round, scontrandosi con ciascun'avversaria per tre volte in casa e per tre volte fuori casa, per un totale di trenta giornate; al termine della regular season:
- La prima classificata ha avuto accesso diretto alla finale dei play-off scudetto, giocata al meglio delle cinque gare;
- La seconda classificata ha avuto accesso diretto alla semifinale dei play-off scudetto, giocata al meglio delle tre gare.

### Criteri di classifica
Se il risultato finale è stato di 3-0 o 3-1 sono stati assegnati 3 punti alla squadra vincente e 0 a quella sconfitta, se il risultato finale è stato di 3-2 sono stati assegnati 2 punti alla squadra vincente e 1 a quella sconfitta.
L'ordine del posizionamento in classifica è stato definito in base a:
- Punti;
- Numero di partite vinte;
- Ratio dei set vinti/persi;
- Ratio dei punti realizzati/subiti.

## Squadre partecipanti
Alla V-League 2012-2013 partecipano sei club; i KEPCO 45 e i Dream Six partecipano rispettivamente con le nuove denominazioni KEPCO Vixtorm e Rush & Cash Dream 6.
| Club                | Stagione | Città   | Impianto                     | Stagione precedente       |
| ------------------- | -------- | ------- | ---------------------------- | ------------------------- |
| Hyundai Skywalkers  | dettagli | Cheonan | Ryu Gwansun Gymnasium        | 3ª in V-League            |
| KEPCO Vixtorm       | dettagli | Suwon   | Suwon Gymnasium              | 4ª in V-League            |
| Korean Air Jumbos   | dettagli | Incheon | Gyeyang Gymnasium            | 2ª in V-League            |
| LIG Greaters        | dettagli | Gumi    | Park Chung-hee Gymnasium     | 6ª in V-League            |
| Rush & Cash Dream 6 | dettagli | Seul    | Yi Sun-sin Icerink Gymnasium | 5ª in V-League            |
| Samsung Bluefangs   | dettagli | Daejeon | Chungmu Gymnasium            | Campione di Corea del Sud |

## Torneo

### Regular season

#### Risultati
| Primo round |                                          |     |                                   |
|             |                                          |     |                                   |
| 03-11       | Samsung Bluefangs - KEPCO Vixtorm        | 3-1 | 26-28, 25-23, 26-24, 25-22        |
| 04-11       | Korean Air Jumbos - Rush & Cash Dream 6  | 3-1 | 23-25, 25-23, 25-17, 25-20        |
| 06-11       | LIG Greaters - Samsung Bluefangs         | 1-3 | 27-25, 13-25, 19-25, 20-25        |
| 07-11       | Hyundai Skywalkers - Rush & Cash Dream 6 | 3-0 | 25-18, 25-19, 25-20               |
| 08-11       | Korean Air Jumbos - KEPCO Vixtorm        | 3-0 | 25-16, 26-24, 26-24               |
| 10-11       | Hyundai Skywalkers - LIG Greaters        | 3-1 | 25-23, 23-25, 25-21, 25-19        |
| 11-11       | KEPCO Vixtorm - Rush & Cash Dream 6      | 3-2 | 28-26, 22-25, 29-31, 25-22, 15-11 |
| 13-11       | Samsung Bluefangs - Korean Air Jumbos    | 3-2 | 18-25, 25-19, 16-25, 25-21, 15-12 |
| 14-11       | Rush & Cash Dream 6 - LIG Greaters       | 0-3 | 19-25, 20-25, 17-25               |
| 15-11       | Hyundai Skywalkers - KEPCO Vixtorm       | 3-0 | 25-23, 25-23, 25-16               |
| 17-11       | LIG Greaters - Korean Air Jumbos         | 3-0 | 25-22, 25-16, 26-24               |
| 18-11       | Samsung Bluefangs - Hyundai Skywalkers   | 3-1 | 28-30, 25-22, 25-20, 25-21        |
| 20-11       | KEPCO Vixtorm - LIG Greaters             | 0-3 | 13-25, 24-26, 18-25               |
| 21-11       | Rush & Cash Dream 6 - Samsung Bluefangs  | 0-3 | 27-29, 21-25, 25-27               |
| 22-11       | Korean Air Jumbos - Hyundai Skywalkers   | 3-1 | 25-22, 20-25, 25-20, 25-23        |

| Secondo round |                                          |     |                                   |
|               |                                          |     |                                   |
| 24-11         | KEPCO Vixtorm - Samsung Bluefangs        | 0-3 | 19-25, 19-25, 14-25               |
| 25-11         | Rush & Cash Dream 6 - Korean Air Jumbos  | 0-3 | 20-25, 22-25, 16-25               |
| 27-11         | LIG Greaters - KEPCO Vixtorm             | 3-0 | 25-14, 25-20, 27-25               |
| 28-11         | Hyundai Skywalkers - Korean Air Jumbos   | 3-2 | 18-25, 18-25, 25-20, 26-24, 15-7  |
| 29-11         | Samsung Bluefangs - Rush & Cash Dream 6  | 3-0 | 25-21, 25-23, 28-26               |
| 01-12         | Korean Air Jumbos - LIG Greaters         | 3-2 | 25-23, 25-12, 22-25, 13-25, 15-8  |
| 02-12         | Hyundai Skywalkers - Samsung Bluefangs   | 3-2 | 18-25, 25-18, 23-25, 28-26, 15-11 |
| 04-12         | LIG Greaters - Rush & Cash Dream 6       | 3-0 | 25-21, 25-21, 25-17               |
| 05-12         | KEPCO Vixtorm - Hyundai Skywalkers       | 1-3 | 18-25, 25-23, 25-27, 23-25        |
| 06-12         | Korean Air Jumbos - Samsung Bluefangs    | 2-3 | 20-25, 25-19, 25-17, 23-25, 9-15  |
| 08-12         | Rush & Cash Dream 6 - KEPCO Vixtorm      | 3-0 | 25-17, 25-22, 25-21               |
| 09-12         | LIG Greaters - Hyundai Skywalkers        | 1-3 | 18-25, 19-25, 25-18, 26-28        |
| 11-12         | KEPCO Vixtorm - Korean Air Jumbos        | 1-3 | 23-25, 25-20, 23-25, 20-25        |
| 12-12         | Rush & Cash Dream 6 - Hyundai Skywalkers | 3-2 | 20-25, 32-30, 25-22, 21-25, 20-18 |
| 13-12         | Samsung Bluefangs - LIG Greaters         | 3-0 | 25-20, 25-14, 25-20               |

| Terzo round |                                          |     |                                   |
|             |                                          |     |                                   |
| 15-12       | KEPCO Vixtorm - Hyundai Skywalkers       | 0-3 | 22-25, 23-25, 16-25               |
| 16-12       | Rush & Cash Dream 6 - Korean Air Jumbos  | 3-1 | 25-18, 25-18, 23-25, 29-27        |
| 18-12       | Samsung Bluefangs - KEPCO Vixtorm        | 3-0 | 25-22, 25-17, 25-11               |
| 19-12       | Rush & Cash Dream 6 - LIG Greaters       | 0-3 | 11-25, 22-25, 23-25               |
| 20-12       | Hyundai Skywalkers - Korean Air Jumbos   | 1-3 | 25-21, 25-27, 16-25, 21-25        |
| 22-12       | Samsung Bluefangs - Rush & Cash Dream 6  | 0-3 | 21-25, 21-25, 29-31               |
| 23-12       | LIG Greaters - Hyundai Skywalkers        | 1-3 | 21-25, 18-25, 25-21, 21-25        |
| 25-12       | Korean Air Jumbos - Samsung Bluefangs    | 1-3 | 21-25, 22-25, 25-23, 10-25        |
| 26-12       | LIG Greaters - KEPCO Vixtorm             | 3-0 | 25-21, 25-20, 30-28               |
| 27-12       | Hyundai Skywalkers - Rush & Cash Dream 6 | 2-3 | 22-25, 23-25, 25-26, 25-21, 16-18 |
| 29-12       | LIG Greaters - Samsung Bluefangs         | 3-0 | 27-25, 25-22, 34-32               |
| 30-12       | Korean Air Jumbos - KEPCO Vixtorm        | 3-0 | 25-17, 25-22, 25-17               |
| 01-01       | Samsung Bluefangs - Hyundai Skywalkers   | 3-0 | 25-15, 25-21, 25-20               |
| 02-01       | Rush & Cash Dream 6 - KEPCO Vixtorm      | 3-0 | 25-22, 25-15, 25-19               |
| 03-01       | Korean Air Jumbos - LIG Greaters         | 1-3 | 21-25, 25-21, 19-25, 16-25        |

| Quarto round |                                          |     |                                   |
|              |                                          |     |                                   |
| 15-01        | Hyundai Skywalkers - LIG Greaters        | 3-0 | 25-20, 25-18, 25-18               |
| 16-01        | KEPCO Vixtorm - Rush & Cash Dream 6      | 0-3 | 22-25, 27-29, 25-27               |
| 17-01        | Samsung Bluefangs - Korean Air Jumbos    | 3-0 | 26-24, 25-13, 27-25               |
| 19-01        | Rush & Cash Dream 6 - LIG Greaters       | 3-1 | 25-18, 25-18, 22-25, 25-19        |
| 20-01        | Hyundai Skywalkers - Samsung Bluefangs   | 2-3 | 18-25, 29-27, 21-25, 25-18, 8-15  |
| 22-01        | KEPCO Vixtorm - LIG Greaters             | 2-3 | 15-25, 25-22, 25-21, 24-26, 11-15 |
| 23-01        | Korean Air Jumbos - Hyundai Skywalkers   | 2-3 | 20-25, 25-18, 31-29, 34-36, 11-15 |
| 24-01        | Rush & Cash Dream 6 - Samsung Bluefangs  | 0-3 | 22-25, 19-25, 24-26               |
| 26-01        | Hyundai Skywalkers - KEPCO Vixtorm       | 3-0 | 25-22, 25-21, 25-20               |
| 27-01        | Korean Air Jumbos - Rush & Cash Dream 6  | 3-0 | 25-20, 25-18, 25-23               |
| 29-01        | KEPCO Vixtorm - Samsung Bluefangs        | 1-3 | 19-25, 25-23, 18-25, 14-25        |
| 30-01        | LIG Greaters - Korean Air Jumbos         | 2-3 | 18-25, 21-25, 31-29, 25-23, 9-15  |
| 31-01        | Rush & Cash Dream 6 - Hyundai Skywalkers | 0-3 | 22-25, 19-25, 23-25               |
| 02-02        | Samsung Bluefangs - LIG Greaters         | 3-0 | 25-19, 25-19, 25-22               |
| 03-02        | KEPCO Vixtorm - Korean Air Jumbos        | 2-3 | 26-24, 25-21, 16-25, 23-25, 5-15  |

| Quinto round |                                          |     |                                   |
|              |                                          |     |                                   |
| 05-02        | Samsung Bluefangs - Rush & Cash Dream 6  | 3-2 | 21-25, 25-21, 22-25, 25-15, 15-12 |
| 06-02        | Hyundai Skywalkers - Korean Air Jumbos   | 2-3 | 25-20, 18-25, 25-22, 19-25, 8-15  |
| 07-02        | LIG Greaters - KEPCO Vixtorm             | 3-0 | 25-20, 25-16, 25-22               |
| 09-02        | Hyundai Skywalkers - Samsung Bluefangs   | 0-3 | 22-25, 25-27, 19-25               |
| 10-02        | Rush & Cash Dream 6 - KEPCO Vixtorm      | 3-0 | 25-23, 25-15, 25-21               |
| 11-02        | Korean Air Jumbos - LIG Greaters         | 3-1 | 25-19, 17-25, 25-22, 25-22        |
| 12-02        | Rush & Cash Dream 6 - Hyundai Skywalkers | 3-1 | 18-25, 36-34, 25-22, 25-21        |
| 13-02        | Samsung Bluefangs - LIG Greaters         | 3-2 | 23-25, 25-22, 16-25, 25-22, 15-10 |
| 14-02        | KEPCO Vixtorm - Korean Air Jumbos        | 0-3 | 18-25, 18-25, 21-25               |
| 16-02        | LIG Greaters - Hyundai Skywalkers        | 0-3 | 21-25, 21-25, 20-25               |
| 17-02        | Rush & Cash Dream 6 - Korean Air Jumbos  | 3-1 | 25-23, 25-27, 25-21, 25-22        |
| 19-02        | KEPCO Vixtorm - Hyundai Skywalkers       | 2-3 | 22-25, 31-33, 25-21, 25-19, 16-18 |
| 20-02        | Korean Air Jumbos - Samsung Bluefangs    | 1-3 | 20-25, 25-21, 17-25, 18-25        |
| 21-02        | LIG Greaters - Rush & Cash Dream 6       | 0-3 | 28-30, 19-25, 23-25               |
| 23-02        | KEPCO Vixtorm - Samsung Bluefangs        | 1-3 | 17-25, 25-22, 14-25, 19-25        |

| Sesto round |                                          |     |                                   |
|             |                                          |     |                                   |
| 24-02       | Hyundai Skywalkers - LIG Greaters        | 3-2 | 25-27, 25-19, 18-25, 25-23, 15-10 |
| 26-02       | Rush & Cash Dream 6 - Samsung Bluefangs  | 3-2 | 25-22, 21-25, 23-25, 25-22, 18-16 |
| 27-02       | Korean Air Jumbos - Hyundai Skywalkers   | 2-3 | 23-25, 25-19, 30-28, 18-25, 13-15 |
| 28-02       | KEPCO Vixtorm - LIG Greaters             | 1-3 | 27-29, 25-23, 21-25, 24-26        |
| 01-03       | Samsung Bluefangs - Hyundai Skywalkers   | 3-0 | 25-23, 25-18, 25-17               |
| 02-03       | KEPCO Vixtorm - Rush & Cash Dream 6      | 1-3 | 22-25, 25-21, 22-25, 22-25        |
| 03-03       | LIG Greaters - Korean Air Jumbos         | 0-3 | 23-25, 18-25, 19-25               |
| 05-03       | Hyundai Skywalkers - Rush & Cash Dream 6 | 1-3 | 21-25, 20-25, 25-17, 18-25        |
| 06-03       | Korean Air Jumbos - KEPCO Vixtorm        | 3-1 | 22-25, 25-22, 25-19, 25-18        |
| 07-03       | LIG Greaters - Samsung Bluefangs         | 3-1 | 18-25, 25-22, 25-23, 25-22        |
| 09-03       | Korean Air Jumbos - Rush & Cash Dream 6  | 3-1 | 28-30, 27-25, 25-23, 26-24        |
| 10-03       | Samsung Bluefangs - KEPCO Vixtorm        | 2-3 | 25-15, 20-25, 20-25, 25-22, 12-15 |
| 12-03       | LIG Greaters - Rush & Cash Dream 6       | 1-3 | 23-25, 25-19, 19-25, 20-25        |
| 13-03       | Samsung Bluefangs - Korean Air Jumbos    | 3-0 | 25-23, 25-21, 25-17               |
| 13-03       | Hyundai Skywalkers - KEPCO Vixtorm       | 3-0 | 25-23, 25-14, 26-24               |

#### Classifica
| Pos. | Squadra             | Pt | G  | V  | P  | SV | SP | Ratio | PF    | PS    | Ratio |
| ---- | ------------------- | -- | -- | -- | -- | -- | -- | ----- | ----- | ----- | ----- |
| 1.   | Samsung Bluefangs   | 70 | 30 | 24 | 6  | 79 | 35 | 2,257 | 2 690 | 2 395 | 1,123 |
| 3.   | Hyundai Skywalkers  | 52 | 30 | 18 | 12 | 67 | 52 | 1,288 | 2 729 | 2 674 | 1,021 |
| 3.   | Korean Air Jumbos   | 52 | 30 | 17 | 13 | 66 | 54 | 1,222 | 2 707 | 2 631 | 1,029 |
| 4.   | Rush & Cash Dream 6 | 47 | 30 | 16 | 14 | 54 | 55 | 0,982 | 2 521 | 2 552 | 0,988 |
| 5.   | LIG Greaters        | 42 | 30 | 13 | 17 | 54 | 56 | 0,964 | 2 461 | 2 480 | 0,992 |
| 6.   | KEPCO Vixtorm       | 7  | 30 | 2  | 28 | 20 | 88 | 0,227 | 2 256 | 2 632 | 0,857 |

      Ammessa in finale play-off.
      Ammessa in semifinale play-off.

### Play-off scudetto
|  | Semifinali | Semifinali         | Semifinali | Semifinali        | Semifinali |   |   | Finale | Finale            | Finale | Finale | Finale | Finale | Finale |  |
|  |            |                    |            |                   |            |   |   |        |                   |        |        |        |        |        |  |
|  |            |                    |            |                   |            |   |   | 1      | Samsung Bluefangs | 3      | 3      | 3      |        |        |  |
|  |            |                    |            |                   |            |   |   | 1      | Samsung Bluefangs | 3      | 3      | 3      |        |        |  |
|  |            |                    | 3          | Korean Air Jumbos | 1          | 1 | 0 |        |                   |        |        |        |        |        |  |
|  | 2          | Hyundai Skywalkers | 3          | Korean Air Jumbos | 1          | 1 | 0 | 2      | 0                 |        |        |        |        |        |  |
|  | 2          | Hyundai Skywalkers |            |                   |            |   |   |        |                   |        |        |        |        |        |  |
|  | 3          | Korean Air Jumbos  | 3          | 3                 |            |   |   |        |                   |        |        |        |        |        |  |

#### Semifinali
| Gara 1 |                                        |     |                                   |
|        |                                        |     |                                   |
| 17-03  | Hyundai Skywalkers - Korean Air Jumbos | 2-3 | 23-25, 26-24, 25-22, 24-26, 12-15 |

| Gara 2 |                                        |     |                     |
|        |                                        |     |                     |
| 19-03  | Korean Air Jumbos - Hyundai Skywalkers | 3-0 | 25-20, 25-22, 25-20 |

#### Finale
| Gara 1 |                                       |     |                            |
|        |                                       |     |                            |
| 24-03  | Samsung Bluefangs - Korean Air Jumbos | 3-1 | 23-25, 25-20, 25-18, 25-22 |

| Gara 3 |                                       |     |                     |
|        |                                       |     |                     |
| 28-03  | Korean Air Jumbos - Samsung Bluefangs | 0-3 | 21-25, 23-25, 16-25 |

| Gara 2 |                                       |     |                            |
|        |                                       |     |                            |
| 26-03  | Samsung Bluefangs - Korean Air Jumbos | 3-1 | 18-25, 25-22, 25-23, 25-22 |

## Premi individuali
| Premio                    | Giocatore      | Squadra             |
| ------------------------- | -------------- | ------------------- |
| MVP della Regular Season  | Leonardo Leyva | Samsung Bluefangs   |
| MVP delle finali play-off | Leonardo Leyva | Samsung Bluefangs   |
| MVP dell'All-Star Game    | Moon Sung-min  | Hyundai Skywalkers  |
| MVP 1º round              | Leonardo Leyva | Samsung Bluefangs   |
| MVP 2º round              | Moon Sung-min  | Hyundai Skywalkers  |
| MVP 3º round              | Shin Yung-suk  | Rush & Cash Dream 6 |
| MVP 4º round              | Park Chul-woo  | Samsung Bluefangs   |
| MVP 5º round              | Leonardo Leyva | Samsung Bluefangs   |
| MVP 6º round              | Kim Hak-min    | Korean Air Jumbos   |
| Miglior allenatore        | Shin Chi-yong  | Samsung Bluefangs   |
| Miglior esordiente        | Yang Jun-sik   | KEPCO Vixtorm       |
| Miglior realizzatore      | Leonardo Leyva | Samsung Bluefangs   |
| Miglior attaccante        | Leonardo Leyva | Samsung Bluefangs   |
| Miglior muro              | Shin Yung-suk  | Rush & Cash Dream 6 |
| Miglior servizio          | Martin Nemec   | Korean Air Jumbos   |
| Miglior palleggiatore     | You Kwang-woo  | Samsung Bluefangs   |
| Miglior ricevitore        | Im Dong-kyu    | Hyundai Skywalkers  |

## Classifica finale
| Pos                      | Squadra             | Qualificazione          |
| ------------------------ | ------------------- | ----------------------- |
| Corea del Sud (bandiera) | Samsung Bluefangs   | V.League Top Match 2013 |
| 2                        | Korean Air Jumbos   |                         |
| 3                        | Hyundai Skywalkers  |                         |
| 4                        | Rush & Cash Dream 6 |                         |
| 5                        | LIG Greaters        |                         |
| 6                        | KEPCO Vixtorm       |                         |

## Statistiche
| Rendimento individuale | Rendimento individuale | Rendimento individuale | Rendimento individuale |
| Pos.                   | Nome                   | Punti                  | Squadra                |
| ---------------------- | ---------------------- | ---------------------- | ---------------------- |
| 1                      | Leonardo Leyva         | 987                    | Samsung Bluefangs      |
| 2                      | Mitja Gasparini        | 804                    | Hyundai Skywalkers     |
| 3                      | Martin Nemec           | 780                    | Korean Air Jumbos      |
| 4                      | Anđelko Ćuk            | 596                    | KEPCO Vixtorm          |
| 5                      | Oreol Camejo           | 594                    | LIG Greaters           |
| 6                      | Moon Sung-min          | 569                    | Hyundai Skywalkers     |
| 7                      | Oluwadamilola Bakare   | 567                    | Rush & Cash Dream 6    |
| 8                      | Kim Hak-min            | 535                    | Korean Air Jumbos      |
| 9                      | Park Chul-woo          | 437                    | Samsung Bluefangs      |
| 10                     | Kim Yo-han             | 312                    | LIG Greaters           |

| Attacchi vincenti | Attacchi vincenti    | Attacchi vincenti | Attacchi vincenti   |
| Pos.              | Nome                 | Punti             | Squadra             |
| ----------------- | -------------------- | ----------------- | ------------------- |
| 1                 | Leonardo Leyva       | 874               | Samsung Bluefangs   |
| 2                 | Mitja Gasparini      | 669               | Hyundai Skywalkers  |
| 3                 | Martin Nemec         | 638               | Korean Air Jumbos   |
| 4                 | Anđelko Ćuk          | 532               | KEPCO Vixtorm       |
| 5                 | Oluwadamilola Bakare | 498               | Rush & Cash Dream 6 |
| 6                 | Moon Sung-min        | 494               | Hyundai Skywalkers  |
| 7                 | Oreol Camejo         | 489               | LIG Greaters        |
| 8                 | Kim Hak-min          | 470               | Korean Air Jumbos   |
| 9                 | Park Chul-woo        | 375               | Samsung Bluefangs   |
| 10                | Kim Yo-han           | 269               | LIG Greaters        |

| Muri vincenti | Muri vincenti   | Muri vincenti | Muri vincenti       |
| Pos.          | Nome            | Punti         | Squadra             |
| ------------- | --------------- | ------------- | ------------------- |
| 1             | Shin Yung-suk   | 91            | Rush & Cash Dream 6 |
| 2             | Lee Young-taek  | 86            | Korean Air Jumbos   |
| 3             | Ha Kyoung-min   | 80            | Korean Air Jumbos   |
| 3             | Park Sang-ha    | 80            | Rush & Cash Dream 6 |
| 5             | Ji Tae-hwan     | 77            | Samsung Bluefangs   |
| 6             | Oreol Camejo    | 71            | LIG Greaters        |
| 7             | Martin Nemec    | 69            | Korean Air Jumbos   |
| 8             | Mitja Gasparini | 64            | Hyundai Skywalkers  |
| 9             | Lee Sun-kyu     | 62            | Hyundai Skywalkers  |
| 10            | Yun Bong-woo    | 59            | Hyundai Skywalkers  |

| Battute vincenti | Battute vincenti     | Battute vincenti | Battute vincenti    |
| Pos.             | Nome                 | Punti            | Squadra             |
| ---------------- | -------------------- | ---------------- | ------------------- |
| 1                | Martin Nemec         | 73               | Korean Air Jumbos   |
| 2                | Mitja Gasparini      | 71               | Hyundai Skywalkers  |
| 3                | Leonardo Leyva       | 65               | Samsung Bluefangs   |
| 4                | Moon Sung-min        | 41               | Hyundai Skywalkers  |
| 5                | Oreol Camejo         | 34               | LIG Greaters        |
| 6                | Han Sun-soo          | 31               | Korean Air Jumbos   |
| 7                | Kim Hak-min          | 24               | Korean Air Jumbos   |
| 7                | Anđelko Ćuk          | 24               | KEPCO Vixtorm       |
| 9                | Kim Yo-han           | 23               | LIG Greaters        |
| 10               | Oluwadamilola Bakare | 19               | Rush & Cash Dream 6 |